# Heinrich Anschütz
Heinrich Johann Immanuel Anschütz, född 8 februari 1785 i Luckau, Sachsen, död 29 december 1865 i Wien, var en tysk skådespelare.
Anschütz var efter anställningar bland annat i Breslau från 1821 fästad vid Burgteatern i Wien, där han främst som en talkonstens mästare firade triumfer i skådespelets hjälte- och karaktärsroller, Kung Lear, Nathan den vise, Wallenstien, Miller i Kabal och kärlek med flera.